# Darrell Sweet
Darrell Antony Sweet, född 16 maj 1947, död 30 april 1999, var en skotsk trummis i det skotska hårdrocksbandet Nazareth. Han var en av grundarna av Nazareth. 

## Nazareth
Sweet föddes i Bournemouth, England. Hans tidiga år spenderades med att spela med Burnt Island pipe band. Han var också en av medlemmarna i The Shadettes som blev Nazareth.
Som en av grundarna av Nazareth spelade han trummor från 1969 till sin död 1999. Han spelade på Nazareth´s första 20 album.

## Död
Sweet dog av en hjärtattack 1999, när bandet förberedde sig för att ge sig ut på den andra etappen av sin USA-turné till stöd för sitt senaste album, Boogaloo. Bandet hade anlänt till Indianas New Albany Amphitheatre när den 51-årige Sweet började må illa. Inom några minuter hade han fått hjärtstillestånd. Han fördes till Floyd Memorial Hospital i New Albany, där läkare dödförklarade honom. Sweet kvarlämnade sin fru Marion och deras son och dotter. Han ersattes i bandet av Pete Agnews son, Lee Agnew.

## Diskografi
Med Nazareth
- Nazareth (1971)
- Exercises (1972)
- Razamanaz (1973)
- Loud 'n' Proud (1973
- Rampant (1974)
- Hair of the dog (1975)
- Close Enough for Rock 'n' Roll (1976)
- Playin' the Game (1976)
- Expect no mercy (1977)
- No mean city (1979)
- Malice in Wonderland (1980)
- Foolcirkle (1981)
- 2XS (1982)
- Sound elixir (1983)
- The catch (1984)
- Cinema (1986)
- Snakes n' ladders (1989)
- No Jive (1991)
- Move me (1994)
- Boogaloo (1998)